# زاریا (شهرستان پانکروشیخینسکی، سرزمین آلتای)
زاریا (به لاتین: Zarya) یک منطقهٔ مسکونی در روسیه است که در سرزمین آلتای واقع شده‌است.